# Juegos Iberoamericanos de atletismo de 1960

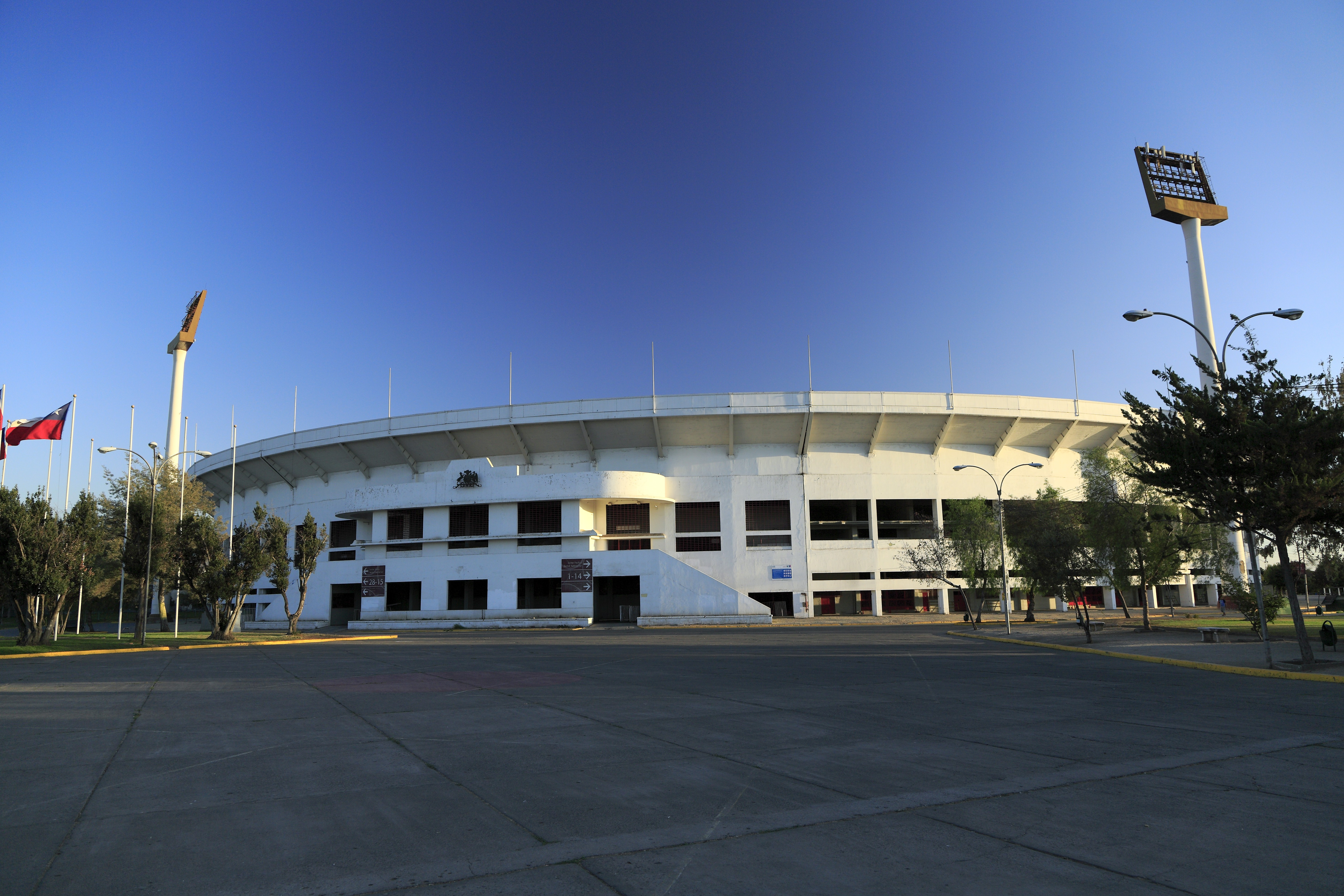
Vista exterior del Estadio Nacional en Santiago, Chile.

Los I Juegos Iberoamericanos de atletismo de 1960 fue una competición deportiva que se celebró entre los días 11 y 16 de octubre de 1960 en el Estadio Nacional de la ciudad de Santiago de Chile (Chile), organizado por la Federación Atlética de Chile y con el nombre oficial de I Juegos Atléticos Iberoamericanos. Constó de 31 pruebas, 22 en categoría masculina y 9 femenina.

## Resultados

### Masculino
| Evento                          | Oro                                                                                | Plata | Bronce                                                                                         |
| ------------------------------- | ---------------------------------------------------------------------------------- | --- | ---------------------------------------------------------------------------------------------- |
| 100 metros (13-10)              | Rafael Romero · Venezuela · 10.3                                                   | Horacio Estévez · Venezuela · 10.4                                                                              | Luis Vienna Argentina 10.5                                                                     |
| 200 metros (16-10)              | Rafael Romero · Venezuela · 20.8                                                   | José Telles da Conceiçao · Brasil · 21.5                                                                        | Lloyd Murad · Venezuela · 21.5                                                                 |
| 400 metros (13-10)              | Humberto Brown · Panamá · 47.4                                                     | Germán Guenard Puerto Rico 47.9                                                                                 | Anubes Ferras da Silva · Brasil · 48.5                                                         |
| 800 metros (15-10)              | Ramón Sandoval · Chile · 1:50.4                                                    | Tomás Barris España 1:51.0                                                                                      | Julio León · Chile · 1:51.9                                                                    |
| 1500 metros (12-10)             | Ramón Sandoval · Chile · 3:52.4                                                    | Tomás Barris España 3:52.8                                                                                      | Julio Gómez España 3:56.0                                                                      |
| 5000 metros (14-10)             | Osvaldo Suárez Argentina 14:29.0                                                   | José Molins España 14:33.6                                                                                      | Manuel Oliveira Portugal 14:56.4                                                               |
| 10000 metros (12-10)            | Osvaldo Suárez Argentina 30:26.0                                                   | José Molins España 30:31.6                                                                                      | Carlos Pérez España 31:02.4                                                                    |
| Marathon (16-10)                | Osvaldo Suárez Argentina 2h38:22.4                                                 | Gumercindo Gómez Argentina 2h38:33.0                                                                            | Álvaro Conde Portugal 2h43:19.6                                                                |
| 110 metros vallas (13-10)       | Lázaro Betancourt · Cuba · 14.3                                                    | José Telles da Conceiçao · Brasil · 14.4                                                                        | Carlos Luiz Mossa · Brasil · 14.4                                                              |
| 400 metros vallas (15-10)       | Juan Carlos Dyrzka Argentina 52.8                                                  | Anubes Ferras da Silva · Brasil · 53.0                                                                          | Ovidio de Jesús Puerto Rico 53.7                                                               |
| 3000 metros obstáculos (16-10)  | Sebastiao Mendes · Brasil · 9:01.8                                                 | Manuel Augusto Alonso España 9:04.8                                                                             | José Fernández España 9:07.4                                                                   |
| Salto de altura (12-10)         | Teodoro Palacios Flores · Guatemala · 1.95                                         | Eugenio Velasco · Chile · Eleuterio Fassi · Argentina · 1.90                                                    | --                                                                                             |
| Salto con pértiga (15-10)       | Rubén Cruz Puerto Rico 4.30                                                        | Fernando Adarraga España 4.20                                                                                   | Luis Mezza · Chile · 4.15                                                                      |
| Salto de longitud (13-10)       | Pedro José de Almeida Portugal 7.32                                                | Roberto Procel · México · 7.16                                                                                  | Adhemar Ferreira da Silva · Brasil · 7.07                                                      |
| Triple salto (16-10)            | Adhemar Ferreira da Silva · Brasil · 15.83                                         | Ramón López · Cuba · 15.06                                                                                      | Jorge Castillo Argentina 15.00                                                                 |
| Lanzamiento de peso (13-10)     | Enrique Helf Argentina 16.09                                                       | Luis Di Cursi Argentina 15.88                                                                                   | Alfonso Vidal-Quadras España 14.72                                                             |
| Lanzamiento de disco (14-10)    | Günther Krusse Argentina 48.56                                                     | Dieter Gevert · Chile · 47.98                                                                                   | Hernán Haddad · Chile · 47.88                                                                  |
| Lanzamiento de martillo (15-10) | José María Elorriaga España 52.99                                                  | Alejandro Díaz · Chile · 52.16                                                                                  | Roberto Chapchap · Brasil · 52.16                                                              |
| Lanzamiento de jabalina (12-10) | Emilio Navarro Puerto Rico 67.38                                                   | José Culleré España 67.23                                                                                       | Alfonso Carlos de Andrés España 64.42                                                          |
| Decathlon (15/16-10)            | Héctor Thomas · Venezuela · 6.476 ptos.                                            | Emir Martínez Argentina 6.091 ptos.                                                                             | Juris Laipenieks · Chile · 6.081 ptos.                                                         |
| Relevos 4 x 100 metros (15-10)  | Venezuela · Lloyd Murad · Rafael Romero · Emilio Romero · Horacio Estévez · 40.3   | Brasil · Afonso Coelho da Silva · Joao Pires Sobrinho · Joel Satow · José Telles da Conceiçao · 40.6            | Panamá · Humberto Brown · Luis E. Carter · Sydney Dobbs · Percival Jespech · 41.3              |
| Relevos 4 x 400 metros (16-10)  | Puerto Rico Juan Montes José Luis Villalongo Ovidio de Jesús Germán Guenard 3:12.8 | Brasil · Joel Carvalho Rocha · Anubes Ferras da Silva · Paulo de Oliveira · Ulises Laurindo dos Santos · 3:15.2 | España Virgilio González Barbeitos Jesús Pérez Rancaño José Luis Martínez Atilano Amigo 3:15.6 |

### Femenino
| Evento                          | Oro                                                                         | Plata                                                                                     | Bronce                                                                       |
| ------------------------------- | --------------------------------------------------------------------------- | ----------------------------------------------------------------------------------------- | ---------------------------------------------------------------------------- |
| 100 metros (13-10)              | Carlota Gooden · Panamá · 11.9                                              | Edith Berg Argentina 12.3                                                                 | Marisol Massot · Chile · 12.4                                                |
| 200 metros (16-10)              | Jean Holmes · Panamá · 24.8                                                 | Lorraine Dunn · Panamá · 25.7                                                             | Martha Buongiorno Argentina 26.0                                             |
| 80 metros vallas (14-10)        | Wanda dos Santos · Brasil · 11.5                                            | María José Vieira de Lima · Brasil · 11.9                                                 | Eliana Gaete · Chile · 12.0                                                  |
| Salto de altura (13-10)         | Nelly Gómez · Chile · 1.50                                                  | María José Vieira de Lima · Brasil · 1.50                                                 | Deonildes Martínez · Uruguay · 1.45                                          |
| Salto de longitud (14-10)       | Ada de los Ángeles Brenner Argentina 5.55                                   | Laura Chagastos · Brasil · 5.43                                                           | Eliette Zenardo · Brasil · 5.30                                              |
| Lanzamiento de peso (14-10)     | Pradelia Delgado · Chile · 12.17                                            | Ingeborg Pfüller Argentina 11.52                                                          | Maria Luiza Caldeira · Brasil · 11.03                                        |
| Lanzamiento de disco (13-10)    | Ingeborg Mellor de Preiss Argentina 39.34                                   | Pradelia Delgado · Chile · 39.15                                                          | Ingeborg Pfüller Argentina 38.61                                             |
| Lanzamiento de jabalina (16-10) | Maria Terezinha Ventura · Brasil · 40.72                                    | Adriana Silva · Chile · 40.22                                                             | Suniko Yanakawa · Brasil · 29.22                                             |
| Relevos 4 x 100 metros (16-10)  | Panamá · Silvia Hunte · Carlota Gooden · Lorraine Dunn · Jean Holmes · 47.2 | Argentina Margarita Formeiro Martha Buongiorno Ada de los Ángeles Brenner Edith Berg 48.9 | Chile · Eliana Gaete · Aurora Bianchi · Marisol Massot · Nancy Correa · 49.2 |

## Medallero y Clasificación
Se realizó un clasificación por medallas y otra, por puntos correspondientes a los resultados obtenidos por los atletas en las finales, tanto en categoría masculina como femenina, por separadas. A los tres países clasificados en primera posición de cada categoría (masculina y femenina) en esta clasificación por puntos, se les entregó un trofeo.

### Masculino
| Núm. | País        | Oro | Plata | Bronce | Total |
| ---- | ----------- | --- | ----- | ------ | ----- |
| 1    | Argentina   | 6   | 4     | 2      | 12    |
| 2    | Venezuela   | 4   | 1     | 1      | 6     |
| 3    | Puerto Rico | 3   | 1     | 1      | 5     |
| 4    | Brasil      | 2   | 5     | 4      | 11    |
| 5    | Chile       | 2   | 3     | 4      | 9     |
| 6    | España      | 1   | 7     | 6      | 14    |
| 7    | Cuba        | 1   | 1     | 0      | 2     |
| 8    | Portugal    | 1   | 0     | 2      | 3     |
| 9    | Panamá      | 1   | 0     | 1      | 2     |
| 10   | Guatemala   | 1   | 0     | 0      | 1     |
| 11   | México      | 0   | 1     | 0      | 1     |
|      | Total       | 22  | 23    | 21     | 66    |

| Pos. | País        | Puntos |
| ---- | ----------- | ------ |
| 1    | Argentina   | 113    |
| 2    | España      | 109    |
| 3    | Brasil      | 103    |
| 4    | Chile       | 91     |
| 5    | Venezuela   | 83     |
| 6    | Puerto Rico | 59     |
| 7    | Portugal    | 33     |
| 8    | Cuba        | 19     |
| 9    | Panamá      | 10     |
| 10   | México      | 13     |
| 11   | Guatemala   | 10     |
| 12   | Perú        | 3      |

### Femenino
| Núm. | País      | Oro | Plata | Bronce | Total |
| ---- | --------- | --- | ----- | ------ | ----- |
| 1    | Panamá    | 3   | 1     | 0      | 4     |
| 2    | Brasil    | 2   | 3     | 3      | 8     |
| 3    | Argentina | 2   | 3     | 2      | 7     |
| 4    | Chile     | 2   | 2     | 3      | 7     |
| 5    | Uruguay   | 0   | 0     | 1      | 1     |
|      | Total     | 9   | 9     | 9      | 27    |

| Pos. | País      | Puntos |
| ---- | --------- | ------ |
| 1    | Brasil    | 64     |
| 2    | Chile     | 63     |
| 3    | Argentina | 60     |
| 4    | Panamá    | 46     |
| 5    | Venezuela | 7      |
| 6    | Uruguay   | 5      |
| 7    | México    | 5      |
| 8    | Cuba      | 4      |